# Nate Dogg
Nate Dogg (* 19. August 1969 in Clarksdale, Mississippi; † 15. März 2011 in Long Beach, Kalifornien; bürgerlich Nathaniel Dwayne Hale) war ein US-amerikanischer R&B-Sänger, der häufig als Gastmusiker auf Rapsongs anderer Interpreten in Erscheinung trat.

## Leben
Nate Dogg wurde als Nathaniel Dwayne Hale in Clarksdale, Mississippi geboren, wo sein Vater als Pastor einer baptistischen Glaubensgemeinde predigte. Seinetwegen trat er dem Kirchenchor bei und sang schon in frühester Kindheit im New-Hope-Trinity-Kirchenchor. Nate wuchs in normalen und geregelten Familienverhältnissen auf. Im Alter von 16 Jahren verließ er die Highschool, um beim Marine Corps anzuheuern.
1990 zog er nach Kalifornien, um sich dort auf seine Musikkarriere konzentrieren zu können. Ein Jahr später formte er das Hip-Hop-Trio 213 mit seinen Freunden Snoop Doggy Dogg und Warren G, einem Stiefbruder von Dr. Dre. Bis dahin hatte Nate Dogg wegen seiner Verwicklungen ins Drogenmilieu häufig mit der Polizei zu tun. Im Jahr 2000 wurde er ein weiteres Mal von der Polizei verhaftet, nachdem er seine Ex-Freundin entführt hatte. Ein SWAT-Einsatzteam stellte ihn. Gegen eine Kaution in Höhe von einer Million US-Dollar wurde er jedoch wieder auf freien Fuß gesetzt.
Im Jahr 1993 erhielt er einen Vertrag bei Death Row Records. Schon zuvor hatte er auf den Veröffentlichungen des Labels regelmäßig mitgewirkt, wie zum Beispiel auf Dr. Dres Solodebüt The Chronic. Er begann mit den Arbeiten zu seinem ersten Soloalbum G-Funk Classics Vol. 1, wobei die Produktion immer wieder gestört wurde, indem die dafür aufgenommenen Tracks wie Ain’t No Fun oder Regulate vom Labelchef Suge Knight für andere Veröffentlichungen bestimmt wurden. Aus diesem Grund wurde erst drei Jahre später sein Soloalbum fertiggestellt. Das Album war jedoch nur für wenige Tage auf dem Markt, ehe der weitere Verkauf von Nate Dogg mit einem Gerichtsbeschluss gestoppt wurde. Infolgedessen verließ Nate Dogg das Label und gründete zusammen mit einem Freund sein eigenes Label namens Dogg Foundation, auf dem er dann 1998 zusammen mit Breakaway Entertainment sein eigentliches Soloalbum mit dem Titel G-Funk Classics Vol. 1 & 2 veröffentlichte. Seit dem Tod seines Freundes und Geschäftspartners existiert das Label jedoch nicht mehr. Danach heuerte er bei Elektra Music an, wo er Music & Me sowie seinen offiziellen Nachfolger dazu mit dem Titel Nate Dogg als digitales Album veröffentlichte.

## Krankheit, Tod und Kontroverse
Nate Dogg erlitt am 19. Dezember 2007 einen Schlaganfall und war daraufhin vorübergehend halbseitig gelähmt. Im Herbst 2008 folgte ein weiterer Schlaganfall. Er starb in der Nacht zum 16. März 2011 im Alter von 41 Jahren an den Folgen seines dritten Schlaganfalls. Seit seinem Tod wird Dogg oft als „King of G-Funk“ betitelt.
Sein Produzent und Plattenchef David Michery hatte alle Behandlungs- und Beerdigungskosten übernommen, die sich auf 300.000 $ summiert haben sollen, und beklagte öffentlich in einem Interview, dass sich keiner seiner vormaligen Freunde, Bekannten oder sonstigen Profiteure daran hätte beteiligen wollen, weshalb Nate Dogg in den letzten Wochen seines Lebens vollkommen alleine gelassen worden sei. Diese Vorwürfe lösten innerhalb der Szene eine heftige Kontroverse aus, so verteidigte sich z. B. Warren G damit, er habe das Beste für Nate Dogg gemacht, was seine Möglichkeiten hergaben, und Daz Dillinger drohte, Michery zu verklagen, und beschimpfte diesen im Gegenzug als Dieb, da dieser sich gezwungen gesehen hatte, ohne Absprache unveröffentlichte Lieder von Nate Dogg herauszubringen, um die Behandlungskosten zu decken.

## Diskografie

### Studioalben
| Jahr | Titel                       | Höchstplatzierung, Gesamtwochen, AuszeichnungChartplatzierungen (Jahr, Titel, Platzierungen, Wochen, Auszeichnungen, Anmerkungen) | Höchstplatzierung, Gesamtwochen, AuszeichnungChartplatzierungen (Jahr, Titel, Platzierungen, Wochen, Auszeichnungen, Anmerkungen) | Anmerkungen                            |
| Jahr | Titel                       | DE | US | Anmerkungen                            |
| ---- | --------------------------- | --- | --- | -------------------------------------- |
| 1998 | G-Funk Classics, Vol. 1 & 2 | — | US58 (5 Wo.)US | Erstveröffentlichung: 21. Juli 1998    |
| 2001 | Music & Me                  | DE46 a (1 Wo.)DE | US32 (12 Wo.)US | Erstveröffentlichung: 4. Dezember 2001 |
| 2003 | Nate Dogg                   | — | — | Erstveröffentlichung: 25. Februar 2003 |

### Kollaboalben
| Jahr | Titel        | Höchstplatzierung, Gesamtwochen, AuszeichnungChartplatzierungen (Jahr, Titel, Platzierungen, Wochen, Auszeichnungen, Anmerkungen) | Höchstplatzierung, Gesamtwochen, AuszeichnungChartplatzierungen (Jahr, Titel, Platzierungen, Wochen, Auszeichnungen, Anmerkungen) | Höchstplatzierung, Gesamtwochen, AuszeichnungChartplatzierungen (Jahr, Titel, Platzierungen, Wochen, Auszeichnungen, Anmerkungen) | Anmerkungen                                                                                   |
| Jahr | Titel        | DE | CH | US | Anmerkungen                                                                                   |
| ---- | ------------ | --- | --- | --- | --------------------------------------------------------------------------------------------- |
| 2004 | The Hard Way | DE34 (5 Wo.)DE | CH33 (4 Wo.)CH | US4 Gold · (13 Wo.)US | Erstveröffentlichung: 17. August 2004 Verkäufe: + 500.000 mit Snoop Dogg und Warren G als 213 |

### Singles als Leadmusiker
| Jahr | Titel Album                                       | Höchstplatzierung, Gesamtwochen, AuszeichnungChartplatzierungen (Jahr, Titel, Album, Platzierungen, Wochen, Auszeichnungen, Anmerkungen) | Höchstplatzierung, Gesamtwochen, AuszeichnungChartplatzierungen (Jahr, Titel, Album, Platzierungen, Wochen, Auszeichnungen, Anmerkungen) | Anmerkungen                                                                 |
| Jahr | Titel Album                                       | DE | US | Anmerkungen                                                                 |
| ---- | ------------------------------------------------- | --- | --- | --------------------------------------------------------------------------- |
| 1996 | Never Leave Me Alone G-Funk Classics, Vol. 1      | — | US33 (19 Wo.)US | Erstveröffentlichung: 22. Oktober 1996 Verkäufe: + 10.000; feat. Snoop Dogg |
| 1998 | Nobody Does It Better G-Funk Classics, Vol. 1 & 2 | DE71 (4 Wo.)DE | US18 (18 Wo.)US | Erstveröffentlichung: Juni 1998 feat. Warren G                              |

Weitere Singles
- 1994: One More Day (feat. Dr. Dre)
- 2001: I Got Love
- 2003: Get Up (feat. Eve)

### Singles als Gastmusiker
| Jahr | Titel Album                            | Höchstplatzierung, Gesamtwochen, AuszeichnungChartplatzierungen (Jahr, Titel, Album, Platzierungen, Wochen, Auszeichnungen, Anmerkungen) | Höchstplatzierung, Gesamtwochen, AuszeichnungChartplatzierungen (Jahr, Titel, Album, Platzierungen, Wochen, Auszeichnungen, Anmerkungen) | Höchstplatzierung, Gesamtwochen, AuszeichnungChartplatzierungen (Jahr, Titel, Album, Platzierungen, Wochen, Auszeichnungen, Anmerkungen) | Höchstplatzierung, Gesamtwochen, AuszeichnungChartplatzierungen (Jahr, Titel, Album, Platzierungen, Wochen, Auszeichnungen, Anmerkungen) | Höchstplatzierung, Gesamtwochen, AuszeichnungChartplatzierungen (Jahr, Titel, Album, Platzierungen, Wochen, Auszeichnungen, Anmerkungen) | Anmerkungen |
| Jahr | Titel Album                            | DE | AT | CH | UK | US | Anmerkungen |
| --- | -------------------------------------- | --- | --- | --- | --- | --- | --- |
| 1994 | Regulate Regulate… G Funk Era          | DE7 Gold · (26 Wo.)DE | AT19 (6 Wo.)AT | CH5 (20 Wo.)CH | UK5 ×2Doppelplatin · (27 Wo.)UK | US2 ×2Doppelplatin · (20 Wo.)US | Erstveröffentlichung: 28. April 1994 Verkäufe: + 3.650.000 Warren G feat. Nate Dogg                                      |
| 1999 | Bitch Please No Limit Top Dogg         | — | — | — | — | US77 (9 Wo.)US | Erstveröffentlichung: 29. April 1999 Snoop Dogg feat. Xzibit & Nate Dogg                                                 |
| 2000 | The Next Episode 2001                  | DE34 Gold · (17 Wo.)DE | AT56 Platin · (1 Wo.)AT | CH34 (21 Wo.)CH | UK3 ×2Doppelplatin · (27 Wo.)UK | US23 (21 Wo.)US | Erstveröffentlichung: 26. Juni 2000 Verkäufe: + 1.720.000 Dr. Dre feat. Kurupt, Snoop Dogg & Nate Dogg                   |
| 2000 | Where I Wanna Be Informal Introduction | — | — | — | UK14 (9 Wo.)UK | US95 (5 Wo.)US | Erstveröffentlichung: 12. Dezember 2000 Shade Sheist feat. Nate Dogg & Kurupt                                            |
| 2000 | Oh No Lyricist Lounge 2                | — | — | — | UK24 (4 Wo.)UK | US83 (12 Wo.)US | Erstveröffentlichung: 2000 Mos Def & Pharoahe Monch feat. Nate Dogg                                                      |
| 2001 | Lay Low Tha Last Meal                  | DE49 (9 Wo.)DE | — | CH48 (8 Wo.)CH | — | US50 (19 Wo.)US | Erstveröffentlichung: 20. März 2001 Snoop Dogg feat. Butch Cassidy, Nate Dogg, Master P & Tha Eastsidaz                  |
| 2001 | Can’t Deny It Ghetto Fabolous          | — | — | — | — | US25 (20 Wo.)US | Erstveröffentlichung: 19. Juni 2001 Fabolous feat. Nate Dogg                                                             |
| 2001 | Area Codes Word of Mouf                | — | — | — | UK25 (3 Wo.)UK | US24 Gold · (17 Wo.)US | Erstveröffentlichung: 3. Juli 2001 Verkäufe: + 500.000 Ludacris feat. Nate Dogg                                          |
| 2001 | Ballin’ Out of Control Instructions    | — | — | — | — | US95 (5 Wo.)US | Erstveröffentlichung: 2001 Jermaine Dupri feat. Nate Dogg                                                                |
| 2002 | The Streets Ghetto Heisman             | — | — | — | UK48 (2 Wo.)UK | US81 (13 Wo.)US | Erstveröffentlichung: 23. Juli 2002 WC feat. Nate Dogg & Snoop Dogg                                                      |
| 2002 | Multiply Man vs Machine                | DE33 (9 Wo.)DE | AT66 (3 Wo.)AT | CH33 (10 Wo.)CH | UK39 (2 Wo.)UK | — | Erstveröffentlichung: September 2002 Xzibit feat. Nate Dogg                                                              |
| 2003 | 21 Questions Get Rich or Die Tryin’    | DE35 Gold · (9 Wo.)DE | AT39 (7 Wo.)AT | CH14 (14 Wo.)CH | UK6 ×2Doppelplatin · (11 Wo.)UK | US1 ×4Vierfachplatin + Gold (Mastertone) · (23 Wo.)US                                                                                    | Erstveröffentlichung: 4. März 2003 Verkäufe: + 6.165.000 50 Cent feat. Nate Dogg                                         |
| 2003 | One Night Stand –                      | DE83 (3 Wo.)DE | — | — | — | — | Erstveröffentlichung: Juni 2003 Simon Vegas & Nate Dogg feat. Angie Martinez & Illo 77                                   |
| 2003 | Gangsta Nation Terrorist Threats       | DE89 (5 Wo.)DE | — | — | — | US33 (18 Wo.)US | Erstveröffentlichung: 14. Oktober 2003 Westside Connection feat. Nate Dogg                                               |
| 2003 | Ooh Wee Here Comes the Fuzz            | DE95 (5 Wo.)DE | — | — | UK15 Silber · (10 Wo.)UK | — | Erstveröffentlichung: 20. Oktober 2003 Verkäufe: + 200.000 Mark Ronson feat. Nate Dogg, Ghostface Killah, Saigon & Trife |
| 2004 | The Set Up (You Don’t Know) Cheers     | — | — | CH53 (9 Wo.)CH | UK32 (4 Wo.)UK | US73 (4 Wo.)US | Erstveröffentlichung: 13. Januar 2004 Obie Trice feat. Nate Dogg                                                         |
| 2004 | Time’s Up! Kiss of Death               | — | — | — | — | US70 (8 Wo.)US | Erstveröffentlichung: 20. April 2004 Jadakiss feat. Nate Dogg                                                            |
| 2004 | I Like That It’s Already Written       | DE18 (14 Wo.)DE | — | CH5 (19 Wo.)CH | UK11 (6 Wo.)UK | US11 Gold · (20 Wo.)US | Erstveröffentlichung: 10. Mai 2004 Verkäufe: + 535.000 Houston feat. Nate Dogg, Chingy & I-20                            |
| 2004 | Thugs Get Lonely Too Loyal to the Game | — | — | — | — | US98 (4 Wo.)US | Erstveröffentlichung: 23. September 2004 2Pac feat. Nate Dogg                                                            |
| 2006 | Shake That Curtain Call: The Hits      | DE— GoldDE | AT— GoldAT | — | UK90 Platin · (1 Wo.)UK | US6 ×4Vierfachplatin · (21 Wo.)US | Erstveröffentlichung: 17. Januar 2006 Verkäufe: + 5.491.198; Eminem feat. Nate Dogg                                      |
| 2024 | 6 in the Morning –                     | — | — | — | UK37 Silber · (12 Wo.)UK | — | Erstveröffentlichung: 17. Mai 2024 Verkäufe: + 200.000; Flex feat. Nate Dogg                                             |
| 2024 | Pick Up the Phone –                    | — | — | — | UK49 Silber · (11 Wo.)UK | — | Erstveröffentlichung: 31. Mai 2024 Verkäufe: + 200.000; Pawsa feat. Nate Dogg                                            |
| Folgende Lieder erschienen nicht als Single, wurden aber durch das Album zum Download und Streaming bereitgestellt und konnten somit eine Platzierung erlangen: |                                        | | | | | | |
| |                                        | | | | | | |
| 2002 | ’Till I Collapse The Eminem Show       | DE99 b ×3Dreifachgold · (2 Wo.)DE | AT— ×3DreifachplatinAT | — | UK73 b ×3Dreifachplatin · (1 Wo.)UK | US— ×8AchtfachplatinUS | Erstveröffentlichung: 27. Mai 2002 Verkäufe: + 12.100.000 Eminem feat. Nate Dogg                                         |
| 2023 | How Come? In meiner Blüte              | DE40 (1 Wo.)DE | — | CH52 (1 Wo.)CH | — | — | Charteinstieg: 23. Juni 2023 Shindy feat. Nate Dogg                                                                      |

Weitere Gastbeiträge
- 1994: How Long Will They Mourn Me? (Thug Life feat. Nate Dogg)
- 1999: Girls All Pause (Kurupt feat. Nate Dogg & Roscoe)
- 1999: Game Don’t Wait (Warren G feat. Nate Dogg, Snoop Dogg & Xzibit)
- 2000: Bitch Please II (Eminem feat. Dr. Dre, Snoop Dogg, Xzibit & Nate Dogg, UK: Silber, US: Gold)
- 2000: Nah, Nah… (E-40 feat. Nate Dogg)
- 2001: Behind the Walls (Kurupt feat. Nate Dogg & Shyne)
- 2001: Connected (Shaquille O’Neal feat. WC & Nate Dogg)
- 2002: Wake Up (Shade Sheist feat. Nate Dogg & Warren G)
- 2003: Need Me in Your Life (Memphis Bleek feat. Nate Dogg)
- 2005: Hush Is Coming (Hush feat. Nate Dogg)
- 2005: I Need a Light (Warren G feat. Nate Dogg)
- 2005: Real Soon (DPGC feat. Snoop Dogg & Nate Dogg)
- 2007: Boss’ Life (Snoop Dogg feat. Nate Dogg)
- 2012: Party We Will Throw Now! (Warren G feat. Nate Dogg & Game)
- 2015: My House (Warren G feat. Nate Dogg)
- 2016: Gangsta Walk (SNBRN feat. Nate Dogg)
- 2018: I Got Love (Don Diablo feat. Nate Dogg)

## Statistik

### Chartauswertung
|                     | DE    | AT    | CH    | UK    | US    |
| ------------------- | ----- | ----- | ----- | ----- | ----- |
| Nummer-eins-Alben   | DE—DE | AT—AT | CH—CH | UK—UK | US—US |
| Top-10-Alben        | DE—DE | AT—AT | CH—CH | UK—UK | US1US |
| Alben in den Charts | DE2DE | AT—AT | CH1CH | UK—UK | US3US |

|                       | DE     | AT    | CH    | UK     | US     |
| --------------------- | ------ | ----- | ----- | ------ | ------ |
| Nummer-eins-Singles   | DE—DE  | AT—AT | CH—CH | UK—UK  | US1US  |
| Top-10-Singles        | DE1DE  | AT—AT | CH2CH | UK3UK  | US3US  |
| Singles in den Charts | DE12DE | AT4AT | CH8CH | UK13UK | US19US |

### Auszeichnungen für Musikverkäufe
| Goldene Schallplatte - Australien - 1994: für die Single Regulate - 2004: für die Single I Like That - 2024: für das Lied Never Enough - Brasilien - 2023: für die Single 21 Questions - 2024: für das Lied ’Till I Collapse - Dänemark - 2014: für das Streaming Shake That - 2014: für das Streaming The Next Episode - 2022: für die Single Regulate - 2022: für die Single 21 Questions - Italien - 2023: für die Single 21 Questions - Schweden - 2007: für die Single Shake That - Spanien - 2024: für die Single The Next Episode - 2024: für die Single 21 Questions | Platin-Schallplatte - Australien - 2003: für die Single 21 Questions - 2024: für die Single Bitch Please II - Dänemark - 2007: für die Single Shake That - 2014: für das Streaming ’Till I Collapse - 2021: für die Single The Next Episode - Griechenland - 2022: für das Lied ’Till I Collapse - Italien - 2024: für die Single The Next Episode - Neuseeland - 1997: für die Single Never Leave Me Alone - 2021: für das Lied Music & Me - 2022: für das Lied Ain’t No Fun (If the Homies Can’t Have None) - 2023: für das Album Music & Me | 2× Platin-Schallplatte - Italien - 2019: für das Lied ’Till I Collapse - Portugal - 2022: für das Lied ’Till I Collapse - Spanien - 2025: für das Lied ’Till I Collapse 3× Platin-Schallplatte - Dänemark - 2024: für das Lied ’Till I Collapse 4× Platin-Schallplatte - Neuseeland - 2024: für die Single Shake That - 2024: für die Single Regulate - 2025: für die Single 21 Questions 6× Platin-Schallplatte - Neuseeland - 2025: für das Lied ’Till I Collapse 7× Platin-Schallplatte - Australien - 2024: für die Single Shake That 9× Platin-Schallplatte - Australien - 2024: für das Lied ’Till I Collapse |

Anmerkung: Auszeichnungen in Ländern aus den Charttabellen bzw. Chartboxen sind in ebendiesen zu finden.
| Land/RegionAuszeichnungen für Musikverkäufe (Land/Region, Auszeichnungen, Verkäufe, Quellen) | Silber     | Gold       | Platin       | Verkäufe   | Quellen              |
| -------------------------------------------------------------------------------------------- | ---------- | ---------- | ------------ | ---------- | -------------------- |
| Australien (ARIA)                                                                            | —          | 3× Gold3   | 18× Platin18 | 1.365.000  | aria.com.au          |
| Brasilien (PMB)                                                                              | —          | 2× Gold2   | —            | 50.000     | pro-musicabr.org.br  |
| Dänemark (IFPI)                                                                              | —          | 4× Gold4   | 6× Platin6   | 465.000    | ifpi.dk              |
| Deutschland (BVMI)                                                                           | —          | 5× Gold5   | Platin1      | 1.700.000  | musikindustrie.de    |
| Griechenland (IFPI)                                                                          | —          | —          | Platin1      | 20.000     | Einzelnachweise      |
| Italien (FIMI)                                                                               | —          | Gold1      | 3× Platin3   | 250.000    | fimi.it              |
| Neuseeland (RMNZ)                                                                            | —          | —          | 22× Platin22 | 625.000    | radioscope.co.nz NZ2 |
| Österreich (IFPI)                                                                            | —          | Gold1      | 4× Platin4   | 185.000    | ifpi.at              |
| Portugal (AFP)                                                                               | —          | —          | 2× Platin2   | 20.000     | Einzelnachweise      |
| Schweden (IFPI)                                                                              | —          | Gold1      | —            | 10.000     | sverigetopplistan.se |
| Spanien (Promusicae)                                                                         | —          | 2× Gold2   | 2× Platin2   | 180.000    | elportaldemusica.es  |
| Vereinigte Staaten (RIAA)                                                                    | —          | 4× Gold4   | 18× Platin18 | 20.000.000 | riaa.com             |
| Vereinigtes Königreich (BPI)                                                                 | 4× Silber4 | —          | 10× Platin10 | 6.800.000  | bpi.co.uk            |
| Insgesamt                                                                                    | 4× Silber4 | 22× Gold22 | 87× Platin87 |            |                      |